# Langston (Alabama)
Pour les articles homonymes, voir Langston.
Langston est une ville américaine située dans le Comté de Jackson, dans l’État de l'Alabama. La commune compte 254 habitants en l’an 2000.

## Démographie
| 1900 | 1910 | 1920 | 1990 | 2000 | 2010 |
| ---- | ---- | ---- | ---- | ---- | ---- |
| 270  | 314  | 500  | 207  | 254  | 270  |